# 구계계
구계계(중국어: 舊桂系)는 중화민국 시대에 활동했던 남방 군벌 가운데 하나이다. 대표적인 구계계 군벌로는 루룽팅이 있다. 광시성(廣西省, 현재의 광시 좡족 자치구)은 쑨원이 주도한 신해혁명 이후에 등장한 중국의 군벌 시대에서 가장 강력한 군벌의 기지 역할을 했다.
계계는 윈난성 파벌인 전계와 함께 호국전쟁 동안에 위안스카이의 제제(帝制) 야망에 반대했으며, 쑨원의 중국국민당과 함께 호법운동을 시작했다. 전계는 광둥-광시 전쟁에서 그들을 패배시켰다. 구계계는 1920년대 초반에 사라졌고 신계계가 등장했다.

## 같이 보기
- 군벌 시대
- 신계계
- 전계군벌
- 직계군벌
- 환계군벌